# Lorenzo Íñigo Granizo
Lorenzo Íñigo Granizo (Ledanca, Guadalajara, 1911-Madrid, 1991) fue un militante anarcosindicalista español.

## Biografía
Emigró con sus padres y sus ocho hermanos a Madrid en 1916. Comienza a trabajar con diez años, tras quedar a la edad de nueve años huérfano de padre.
En 1931 entra en el sindicato del Metal de la CNT y en las Juventudes Libertarias, así como en la FAI. Secretario General de la FIJL, elegido en el Congreso de Valencia (1938). Fue consejero de Industria en la Junta de Defensa de Madrid.
Terminada la guerra civil española pasa por varios campos de concentración y prisiones. En 1945 queda libre y se reincorpora a la lucha clandestina. Desde marzo de 1946 es secretario general de la CNT en el interior. Es detenido en abril de ese mismo año y condenado a 15 años de prisión. Desde 1965 fue uno de los animadores del llamado cincopuntismo y como tal participó en las reuniones con algunos jerarcas del sindicato vertical del franquismo. Se mantuvo en esa línea en los años que siguieron.